# 馬歇爾大學
38°25′30″N 82°25′14″W / 38.42508°N 82.42046°W

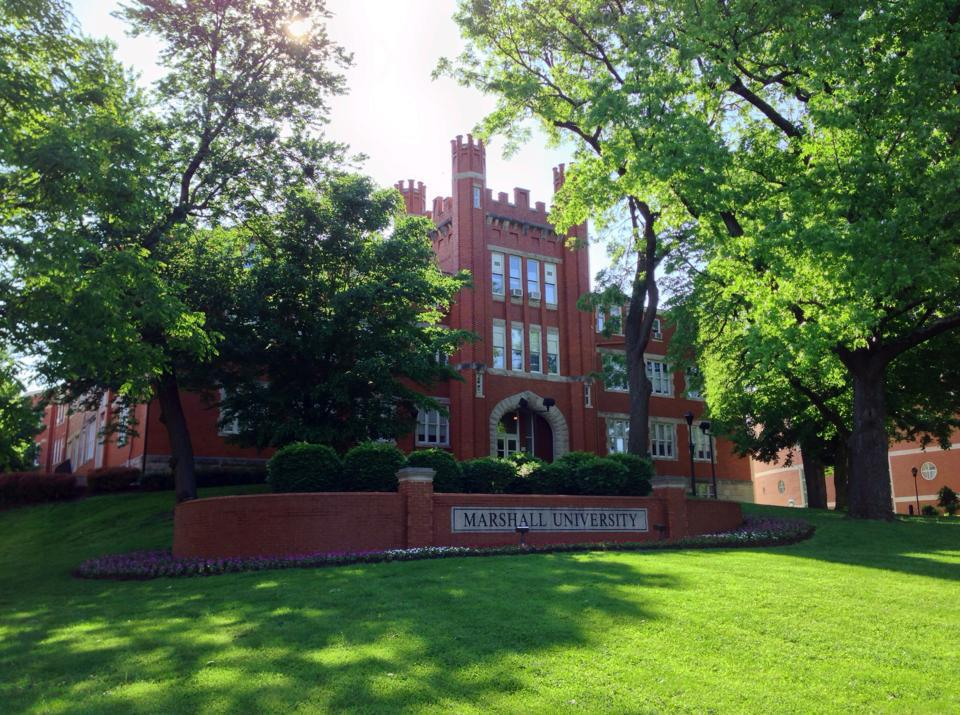
大學最早的建築Old Main

馬歇爾大學（Marshall University）是位于美国西弗吉尼亚州亨廷顿的一所公立大學。該大學創立于1837年，其名來自約翰·馬歇爾。它在南查爾斯頓有一個研究生校區，但不提供住宿。此外在州内的幾個城市還有教學點。《美國新聞與世界報道》將其列在南部地區大學排名中的第43位。

## 外部連接
- Marshall Athletics website （页面存档备份，存于）
- 美国历史建筑调查（HABS） No. WV-290-A, "Marshall University, Northcott Hall, 400 Hal Greer Boulevard, Huntington, Cabell County, WV", 14 photos, 37 data pages, 2 photo caption pages